# Svarten (seriefigur)
Svarten (Blackie), aggressiv björn i Kalle Anka-serierna. Svarten är Glittriga Gullans vaktdjur i hennes skogsstuga i Klondike. Har oftast synts till i samma serier som Gullan, och medverkade även i ett avsnitt av TV-serien Duck Tales.